# Sfântul Haralambie
Sfântul Haralambie (în greacă Χαράλαμπος, transliterat: Haralambos; n. 87 d.Hr., Magnesia on the Maeander⁠(d), Imperiul Roman – d. 202 d.Hr., Antiohia Pisidiei, Pisidia, Imperiul Roman) este cel mai bătrân mucenic dintre cei prăznuiți de creștini. A fost episcop creștin de origine greacă al cetății Magnezia⁠(en)[traduceți] din Asia Mică. În vremea împăratului Septimiu Sever (193-211), când a fost declanșată o nouă prigoană anticreștină, a fost arestat din ordinul proconsulului Lucian al Magneziei; mărturisindu-și în continuare credința în Hristos și refuzând închinarea la zeii păgâni, Haralambie a fost martirizat în jurul anului 202. A fost canonizat și este prăznuit de toate bisericile creștine pe data de 10 februarie.

## Viața și martiriul
Haralambie a fost preot în cetatea Magnezia din provincia romană Asia Minor (Asia Mică, în Turcia de azi) și a trăit în secolul al II-lea. A depus mare râvnă în propovăduirea Evangheliei lui Hristos, sfătuindu-i și îmbărbătându-i pe credincioși în vremea persecuțiilor anticreștine. În urma eforturilor sale, comunitatea creștină din Magnezia s-a consolidat și chiar s-a mărit prin convertirea multor locuitori ai cetății, iar Haralambie a fost hirotonit episcop al Magneziei și al împrejurimilor acestui oraș. Prigoana anticreștină s-a întețit în timpul domniei împăratului Septimiu Sever (193-211), atunci când Haralambie avea deja o vârstă înaintată.
Lucian, numit de împărat ca proconsul (guvernator) al cetății Magnezia din Asia Mică și al teritoriului aferent, era foarte supărat de faptul că Haralambie reușise să convertească foarte mulți păgâni și să facă din comunitatea creștină de acolo un exemplu și pentru alții. În plus, Lucian știa prea bine că, dacă voia să se mențină în grațiile împăratului, trebuia să se remarce și prin prigonirea creștinilor. Episcopul Haralambie a fost arestat și a dovedit bărbăție în fața judecătorilor, refuzând să-și renege credința și să se închine zeilor păgâni. La refuzul categoric al lui Haralambie, Lucian a dat ordin ca acesta, în ciuda vârstei sale foarte înaintate, să fie torturat până când își va renega credința și se va se închina zeilor păgâni. Torționarii săi au folosit un instrument cu care i-au jupuit pielea de pe tot corpul, supunându-l la chinuri inimaginabile. I-au rupt carnea cu cârlige de fier și l-au jupuit de piele, timp în care sfântul le mulțumea călăilor săi, spunând: „Vă mulțumesc, fraților, că mi-ați reînnoit sufletul care dorește să se unească cu veșnicia!”.
Văzând că sfântul rabdă durerile fără să scoată vreun cuvânt rău, doi soldați care îl păzeau, Porfirie și Vaptos, au mărturisit credința lor în Hristos, dar au fost omorâți pe loc, prin decapitarea cu sabia. La fel, alte trei femei care au văzut puterea sfântului de a îndura chinurile, L-au lăudat pe Hristos și au fost și ele imediat martirizate.
Se spune că proconsulul Lucian, cuprins de mânie, a apucat el însuși instrumentele de tortură, începând să-l rănească pe sfântul martir, când deodată mâinile i-au căzut ca secerate de sabie, rămânându-i atârnate de corpul sfântului. Atunci, l-a scuipat în față pe sfânt, dar gura i s-a strâmbat și i s-a întors la ceafă. Lucian, disperat, l-a implorat pe sfânt să-l salveze cu rugăciunile sale și să se milostivească de el. Sfântul martir, în bunătatea lui, s-a rugat pentru Lucian, care s-a vindecat pe loc.
La vederea acestor minuni, mulți dintre cei prezenți au trecut la creștinism, printre care și Lucian, care a căzut la picioarele sfântului episcop și l-a rugat să-l boteze. De asemenea, proconsulul Lucian a oprit persecutarea creștinilor din provincia pe care o guverna, intenționând să-i raporteze împăratului toate cele întâmplate. Între timp, Haralambie a făcut multe alte minuni, ca vindecarea unor bolnavi, redarea vederii unui orb, și chiar și învierea unor morți. Locuitorii întregii regiuni din jurul Magneziei au început să creadă în Iisus Hristos.
Împăratul Septimiu Sever, care se afla atunci la Antiohia (în vestul Asiei Mici), când a auzit toate acestea, a fost cuprins de mânie și a trimis o trupă de trei sute de soldați pentru a-l aresta pe Haralambie și a-l aduce în fața lui. Soldații nu s-au mulțumit doar cu arestarea sfântului, ci l-au supus și la chinuri, legându-i barba în jurul gâtului și trăgându-l de ea pe drum.
Odată ajuns în Antiohia, episcopul creștin a fost supus la alte chinuri: soldații împăratului l-au „strujit cu unghii de fier”, i-au înfipt un piron de fier în trup, i-au ars fața și i-au jupuit pielea de pe trup, însă sfântul Haralambie s-a vindecat în chip miraculos. Împăratul, uimit, a vrut atunci să-l pună la încercare pe Haralambie: a fost adus o persoană care era chinuită de un duh rău timp de 35 de ani, pentru a vedea dacă Haralambie ar putea alunga acest demon. Sfântul, cu harul lui Dumnezeu, a făcut și această minune. Împăratul a exclamat: „Adevărat, mare este Dumnezeul creștinilor!”. Apoi împăratul a adus în fața lui corpul unui tânăr băiat care murise cu trei zile în urmă, iar acest tânăr a înviat după rugăciunea făcută de Haralambie.
Văzând curajul său în fața chinurilor, mulți oameni au trecut la creștinism, fiind condamnați la moarte la rândul lor pentru acceptarea credinței creștine. Se spune că s-ar fi convertit cu această ocazie chiar și fiica împăratului, Galinia. Prefectul Crispus al Antiohiei l-a îndemnat pe împărat să-l ucidă cât mai grabnic pe Haralambie, pentru a stăvili astfel răspândirea creștinismului în provincia Antiohia. În fața refuzului repetat al episcopului de a se închina zeilor păgâni, împăratul a dat ordin să i se zdrobească gura cu pietre și să i se ardă barba, dar flăcările s-au întors asupra chinuitorilor săi.
În cele din urmă, la insistențele prefectului Crispus, împăratul a pronunțat sentința de condamnare la moarte a lui Haralambie, prin decapitare. Haralambie a murit însă în temniță în jurul anului 202, înainte de a fi executat. Ulterior, fiica împăratului, Galinia, care trecuse la creștinism, a îngropat trupul martirului cu multă onoare.

## Moaștele
Moaștele Sfântului Haralambie (mai precis, un fragment mare din craniul său) se aflau în altarul bisericii Sf. Gheorghe din Iraklitsa Veche (în Grecia). În anul 1922, au fost mutate la biserica din Iraklitsa Nouă. Un alt fragment (chiar mai mare) al craniului Sfântului Haralambie este păstrat în Mănăstirea Sfântul Ștefan de la Meteora. Este demn de remarcat faptul că racla în care se află moaștele datează din secolul XVII.
În biserica Mănăstirii Miclăușeni din județul Iași se află moaștele a treizeci de sfinți, printre care și ale Sfântului Haralambie. Părticele din moaștele sale se mai află și la Mănăstirea Râșca, la Catedrala episcopală din Galați, precum și la bisericile bucureștene „Sfântul Dumitru” (Poștă), „Sfinții Arhangheli” (Oțelari), „Sfântul Stelian” și Mănăstirea „Sfinții Arhangheli Mihail și Gavril” - Stavropoleos. De asemenea, o părticică din moaștele Sf. Haralambie se află la biserica „Nașterea Maicii Domnului” - Mărgeanului din București.
Sfântul sfințit mucenic Haralambie este cunoscut și ca fiind apărător împotriva ciumei și a foametei. În Acatistul închinat lui se spune: „Bucură-te, izbăvitorule de ciumă și de foamete!”.
Istoria consemnează că oamenii au cerut ajutorul său în diferite situații grele, cum au fost „ciuma lui Caragea Vodă” din 1813, dar și foametea din vremea lui Alexandru Moruzi, din 1795.

## Iconografie
În hagiografia și iconografia ortodoxă greacă, Sfântul Haralambie este reprezentat ca preot, pe când sursele rusești îl prezintă ca ierarh (episcop).